# 静岡県道84号中島南安倍線
静岡県道84号中島南安倍線（しずおかけんどう84ごう なかじまみなみあべせん）は、静岡県静岡市駿河区から静岡市葵区に至る県道（主要地方道）である。

## 概要
終点の南安倍交差点は事故の多い交差点であり、日本損害保険協会の調査によると、2010年から2013年まで連続して静岡県ワースト2であった。

### 路線データ
- 起点：静岡市駿河区中島（国道150号交点）
- 終点：静岡市葵区南安倍一丁目（国道1号交点）
- 総延長：3.0 km

## 歴史
- 1972年（昭和47年）3月31日 - 一般県道として路線認定。
- 1993年（平成5年）5月11日 - 建設省から、県道中島南安倍線が中島南安倍線として主要地方道に指定される[2]。
- 1994年（平成6年）4月1日 - 路線番号が382号から変更される[3]。

## 路線状況

### 通称
静岡市では「インター通り」を公式の愛称としているが、一般市民の間では「東名取付道路」と呼ばれることもある。
- インター通り
- 東名取付道路

### 重複区間
- 静岡県道354号静岡環状線（静岡市駿河区南安倍・南安倍3丁目交差点 - 静岡市葵区南安倍・南安倍交差点：0.4 km）

## 地理

### 通過する自治体
- 静岡市（駿河区 - 葵区）

### 交差する道路
- 国道150号（静岡市駿河区中島・中島交差点、起点）
- E1 東名高速道路 静岡IC（静岡市駿河区中島）
- 静岡県道354号静岡環状線（静岡県道407号静岡草薙清水線 重複）（静岡市駿河区南安倍・南安倍3丁目交差点）
- 丸子池田線（静岡大橋）
- 国道1号・静岡県道354号静岡環状線（静岡市葵区南安倍・南安倍交差点、終点）

### 沿線
- 静岡市立大里中学校
- 静岡市大里生涯学習センター・大里保健福祉センター（大里中学校敷地内に併設）